# Ahad Kazemi
Ahad Kazemi Sarai (21 mei 1975) is een Iraans wielrenner.
Kazemi werd pas op late leeftijd prof en begon in 2002 bij het Taiwanese Giant Asia Racing Team. Het duurde even voor de Iraniër echt begon met winnen, maar in 2004 stond hij in de eindstand van de International Presidency Turkey Tour bovenaan. 
Het jaar daarop was zijn beste seizoen met 5 overwinningen en nog tal van ereplaatsen. Kazemi won onder andere een etappe en het eindklassement in de Ronde van Oost-Java en deed datzelfde in de Ronde van Taiwan. In 2006 reed hij een goede Ronde van Azerbeidzjan met de zege in de proloog en een tweede plek in de stand. Ook pakte hij de nationale titel op de weg. Als gevolg van zijn goede prestaties eindigde hij in 2006 als derde in de UCI Asia Tour.

## Belangrijkste overwinningen
1998
- Eindklassement Ronde van Azerbeidzjan

1999
- Eindklassement Ronde van Azerbeidzjan

2001
- Eindklassement Ronde van Azerbeidzjan

2003
- Eindklassement Ronde van Azerbeidzjan

2004
- Eindklassement Ronde van Turkije

2005
- 4e etappe Ronde van Taiwan
- Eindklassement Ronde van Taiwan
- 2e etappe Ronde van Oost-Java
- Eindklassement Ronde van Oost-Java
- 6e etappe Ronde van Milad du Nour

2006
- proloog Ronde van Azerbeidzjan
- Iraans kampioen op de weg, Elite
- 5e etappe Ronde van Milad du Nour

2007
- Eindklassement Ronde van Islamabad
- 3e en 8e etappe Ronde van Azerbeidzjan
- 4e etappe Ronde van Milad du Nour
- 4e etappe Ronde van Thailand
- Eindklassement Ronde van Thailand

2008
- 4e etappe President Tour of Iran + eindklassement
- 2e etappe Ronde van Milad du Nour + eindklassement

2009
- 2e etappe Ronde van Azerbeidzjan
- Eindklassement Ronde van Azerbeidzjan
- Ploegentijdrit Ronde van Indonesië (met Mahdi Sohrabi, Andrej Mizoerov, Hossein Askari en Ghader Mizbani)

## Ploegen
- 2002 - Giant Asia Racing Team
- 2003 - Giant Asia Racing Team  (vanaf 31-03)
- 2004 - Giant Asia Racing Team
- 2005 - Giant Asia Racing Team
- 2008 - Tabriz Petrochemical Team
- 2009 - Tabriz Petrochemical Cycling Team
- 2010 - Tabriz Petrochemical Cycling Team